# Franco Amurri
Franco Amurri, född 12 september 1958 i Rom, är en italiensk filmregissör, producent och manusförfattare. Han har bland annat skrivit och regisserat filmer som Jakten på Dodger och Flashback.
Han är son till författaren, tillika TV-författaren, Antonio Amurri. Han har tre barn, vilket är döttrarna Eva och Augusta Amurri, samt sonen Leone Amurri. Den äldsta dottern Eva, som arbetar som skådespelerska, har han tillsammans med skådespelerskan Susan Sarandon, medan han har sonen Leone och den andra dottern Augusta tillsammans med sin nuvarande hustru, den enstaka skådespelerskan och producenten Heide Lund. Han har också två stycken styvdöttrar, Tallulah och Ruby Isaacs, från hustrun Heides första äktenskap med Lord Anthony Rufus Isaacs.

## Filmografi (i urval)
- 1990 – Flashback
- 1994 – Jakten på Dodger